# NGC 1232
NGC 1232 is een balkspiraalstelsel in het sterrenbeeld Eridanus. Het hemelobject ligt 61 miljoen lichtjaar (18,7 × 106 parsec) van de Aarde verwijderd en werd op 20 oktober 1784 ontdekt door de Duits-Britse astronoom William Herschel.

## Synoniemen
- GC 651
- Arp 41
- ESO 547-14
- H 2.258
- h 2509
- MCG -4-8-32
- PGC 11819